# Здание Ссудной казны

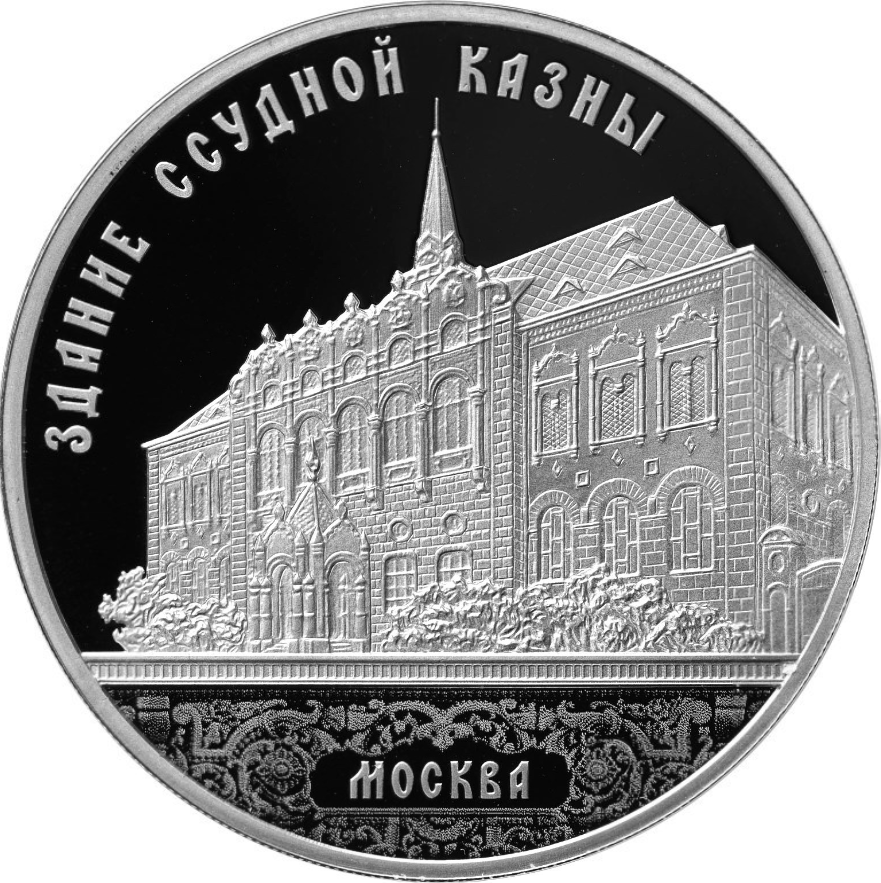
Монета Банка России — Здание Ссудной казны.

Здание Ссудной казны — здание-достопримечательность в Настасьинском переулке города Москвы. Выполнено в неорусском стиле, является объектом культурного наследия федерального значения. С 1941 года в здании находился Госбанк СССР, в настоящее время там расположено хранилище Центробанка России. Здание Ссудной казны изображено на коллекционной монете 2016 года достоинством в 3 рубля из серии «Памятники архитектуры России».

## История
Ссудная казна в Российской империи была учреждена в 1772 году по замыслу личного секретаря Екатерины II Ивана Бецкого. Изначально подобного рода кредитные учреждения задумывались в качестве альтернативы ростовщичеству и были открыты при воспитательных домах в Петербурге и Москве. Ссуды в дореволюционной России выдавались под залог драгоценных камней и металлов.
Строительство здания Ссудной казны в Настасьинском переулке началось в 1913 году к 300-летию династии Романовых. Авторами проекта, позднее утвержденного лично Николаем II, были архитекторы Владимир Покровский и Богдан Нилус. Окончательно здание было построено в 1916 году, тогда же Ссудная казна начала работу по новому адресу.
После Октябрьской революции здание Ссудной казны занял Наркомат внутренних дел, а после 1920 года — созданный декретом Совнаркома Государственное хранилище ценностей Наркомфина (Гохран). В него свозились драгоценности из национализированных имений и особняков, а также церковное имущество. Заместитель наркома торговли и промышленности РСФСР Георгий Соломон вспоминал об этом в своих мемуарах о Ленине:
Мы остановились у большого пятиэтажного дома. Я вошел в него, и... действительность сразу куда-то ушла, и её место заступила сказка. Я вдруг перенесся в детство, в то счастливое время, когда няня рассказывала мне своим мерным, спокойным голосом сказки о разбойниках, хранивших награбленные ими сокровища в глубоких подвалах... И вот сказка встала передо мной... Я бродил по громадным комнатам, заваленным сундуками, корзинами, ящиками, просто узлами в старых рваных простынях, скатертях... Все это было полно драгоценностей, кое-как сваленных в этих помещениях... Кое-где драгоценности лежали кучами на полу, на подоконниках. Старинная серебряная посуда валялась вместе с артистически сработанными диадемами, колье, портсигарами, серьгами, серебряными и золотыми табакерками... Все было свалено кое-как вместе... Попадались корзины, сплошь наполненные драгоценными камнями без оправы... Были тут и царские драгоценности... Валялись предметы чисто музейные... и все это без всякого учета. Правда, и снаружи, и внутри были часовые. Был и заведующий, который не имел ни малейшего представления ни о количестве, ни о стоимости находившихся в его заведовании драгоценностей.
С 1941 года в здании находился Госбанк. Напечатанные наличные деньги привозились в Настасьинский переулок, где пересчитывались и уже затем распределялись внутри страны. Подвалы здания использовались в качестве хранилища. Эта схема действовала и после распада СССР вплоть до 2002 года, когда здание Ссудной казны закрылось для посетителей и стало работать исключительно в качестве хранилища для Центробанка.
В 2013 году велись переговоры с властями Москвы о возможном открытии здания для экскурсий, также озвучивалась идея создания в нём музея истории денег и курсов финансовой грамотности для населения.

## Архитектура
Здание Ссудной казны построено в эклектичном неорусском стиле, сочетающем элементы модерна с традициями древнерусского зодчества и архитектуры барокко. Оно состоит из двухэтажного квадратного корпуса и прямоугольных кладовых в левом и правом крыльях, стилизованных под древнерусский терем. Углы здания облицованы рельефной кладкой, центральная часть оснащена пирамидальной башней на крыше и массивным крытым крыльцом. Алмазная рустика на фасаде напоминает декор построек эпохи барокко, в частности, Знаменской церкви в Дубровицах. Стены и кровля украшены резными орнаментами, рельефными изображениями двуглавых орлов с коронами и Георгия Победоносца. На фасаде расположена надпись «Российская ссудная казна» и годы постройки. После Октябрьской революции двуглавые орлы были сбиты, но в 1990-е годы их восстановили.
При производстве кирпича для здания Ссудной казны вместо воды использовался яичный белок.
Казимир Малевич отрицательно оценивал архитектурные достоинства здания Ссудной казны:
Такие постройки, какими обогатилась Москва – Казанский вокзал и дом казенной палаты по Афанасьевскому переулку, – доказывают бездарность строителя наглядно.
Интерьеры здания создал художник Иван Билибин. Именно билибинское изображение двуглавого орла стало впоследствии символом Госбанка, оно же присутствует на современных российских денежных знаках.